# Le Temps des poisons
Le Temps des poisons est une série de romans de Juliette Benzoni parus en 2008 et 2009, publiée chez Perrin.

## Histoire
Charlotte, jeune aristocrate sous le règne de Louis XIV, s'échappe du couvent où elle étouffe et, dans sans fuite, assiste malgré elle à une « messe noire » dans une chapelle abandonnée. Elle y rencontre un jeune homme agent de police de Nicolas de la Reynie. Réfugiée chez sa tante, elle prend ensuite le chemin du Palais Royal puis de Versailles pour servir madame Palatine. Un moment sur la route de Madrid, elle est entrainée dans d'entêtants complots où se mêlent Louvois, Madame de Montespan, Lorraine et Effiat, les « mignons » de Monsieur.

## Romans
- On a tué la Reine ! (2008)
- La Chambre du Roi (2009)